# Horst Breiter
Horst Werner Breiter (* 15. August 1934; † 6. August 2012) war ein deutscher Schauspieler, Hörfunk-, Hörspiel-  und Synchronsprecher.

## Leben
Breiter absolvierte seine Ausbildung an der Hochschule Hannover. Bei Radio Bremen arbeitete er von 1962 bis 1997 als Hörfunksprecher, davon war er 16 Jahre für die allabendlichen Gute-Nacht-Geschichten verantwortlich. In dieser Zeit war er für den Sender auch umfangreich als Hörspielsprecher tätig. Für seine Arbeit erhielt Breiter den Kritikerpreis der Deutschen Schallplattenindustrie für Radio-Bremen-Produktionen in Kooperation mit der Deutschen Grammofon.
Synchronsprechrollen übernahm er für einige Gegenspieler des Columbo in der gleichnamigen Fernsehserie. Zudem trat er immer wieder als Erzähler oder Sprecher von Dokumentationen in Erscheinung.
Eine wiederkehrende Rolle hatte er als Heinrich Brendel  in der Kinderserie Neues vom Süderhof. Von 1991 bis 1993 war er in 13 Episoden der NDR-Fernsehproduktion zu sehen. Zuvor wirkte er in den 1960er- und 1970er-Jahren in einigen Filmen mit.
Bis zu seinem Tod lebte Breiter in Worphausen.

## Filmografie
- 1966: Der Kinderdieb (Fernsehfilm)
- 1969: Marinemeuterei 1917 (Fernsehfilm)
- 1969: Die Kuba-Krise 1962 (Fernsehfilm)
- 1970: Aus dem Alltag in der DDR – Zweiter Versuch einer Rekonstruktion nach Berichten und Dialogen (Fernsehdokumentation)
- 1970: Claus Graf Stauffenberg (Fernsehfilm)
- 1970: Die Kriminalnovelle (Fernsehserie, Episode 1x04)
- 1991–1993: Neues vom Süderhof (Fernsehserie, 13 Episoden)

## Hörspiele
Die Aufnahmen entstanden, soweit nicht anders angegeben, bei Radio Bremen.
- 1962: Heinrich von Loesch: Nadel und Kamm oder: Das Öl von Buraimi (Stimme) – Regie: Horst Loebe (Original-Hörspiel)
- 1964: Herbert W. Franke: Die Stimmen aus dem All: Meuterei auf der Venus – Regie: Hans Pelters (Original-Hörspiel)
- 1965: Herbert W. Franke: Die Stimmen aus dem All: Die Plasmabombe – Regie: Hans Pelters (Original-Hörspiel)
- 1965: Hans Pelters: Reportagen aus dem Jahre 2015 (1. Folge: Wo ist Dietrich Jürgensen?) – Regie: Till Bergen (Original-Hörspiel)
- 1965: Robert F. Caroll: Der Blitzschlag. Eine unheimliche Begegnung im mittleren Westen – Regie: Armas Sten Fühler (Original-Hörspiel)
- 1970: Adolf Schröder: Vierzig Zigaretten am Tag, das bringt einen ja um! – Regie: Günter Bommert
- 1970: Ken Kaska: Ich höre die Hunde nicht mehr – Regie: Günter Bommert
- 1971: Peter Greiner: Alle Wege noch einmal (Frieder) – Regie: Günter Bommert (Original-Hörspiel)
- 1971: Hubert Wiedfeld: Hörspielwerkstatt: Halb anderthalb dritthalb – Regie: Günter Bommert
- 1971: Guntram Vesper: Das vollkommene und das unvollkommene Bild der Höfe (Sprecher) – Regie: Gottfried von Einem; Guntram Vesper
- 1972: Bloke Modisane: Alle Söhne Gaikas (Ansager) – Regie: Oswald Döpke
- 1974: William Voltz: Perry Rhodan ... (2. Teil: Aufruhr in Terrania) (Shefield) – Regie: Nicht angegeben (DLF)
- 1974: William Voltz: Perry Rhodan ... (3. Teil: Planet des Todes) (Ty Caumont) – Regie: Nicht angegeben (DLF)
- 1974: Jens B. Brüning: Hörspielwerkstatt: Alle zwölf Jahre kommt der notwendige Umschwung – Regie: Günter Bommert
- 1975: Die Hexe Schrumpeldei Folge 3: ...und ihre größte Hexerei (Erzähler) – Regie: Heikedine Körting (Europa)
- 1976: Kenneth Grahame: Der Wind in den Weiden – Regie: Charlotte Niemann
- 1977: Peter Härtling: Oma (Beamter) – Bearbeitung und Regie: Charlotte Niemann
- 1978: Vladimir Geric: Radio-Woche Zagreb-Bremen: Off oder Schlange und Vogel (Nachrichtensprecher) – Regie: Vladimir Geric (Original-Hörspiel)
- 1978: Christine Nöstlinger: Der liebe Herr Teufel (Emmerich) – Bearbeitung und Regie: Charlotte Niemann
- 1979: Reinhard Hummel: Was du willst – Regie: Reinhard Hummel (Original-Hörspiel)
- 1979: Hermann Moers: Ein Tag mit mir (Chef) – Regie: Gottfried von Einem
- 1980: Alan Alexander Milne: Pu der Bär (9 Teile) (Pu Bär) – Bearbeitung, Komposition und Regie: Charlotte Niemann
- 1980: Alfons Schenke: Fassen wir das Bisherige zusammen (Anmacher m.) – Regie: Gottfried von Einem (Original-Hörspiel)
- 1980: Karius und Baktus (Erzähler) – Regie: Heikedine Körting (Europa)
- 1980: Fünf Freunde Folge 9: Im alten Turm (Ludwig Thomas) –  Regie: Heikedine Körting (Europa)
- 1981: Theodor Weißenborn: Eine Liebe und 800 Lire (Reklamesprecher) – Regie: Ulrich Lauterbach
- 1981: Michael Gaida: Die Stadt (Erfinder) – Regie: Günter Bommert
- 1981: Uwe Nielsen: Kling Klang Klung Gloria – ein Straßenmusical für Kinder (2 Teile) (Erzähler) – Regie: Uwe Nielsen
- 1982: Christine Nöstlinger: Einer – Die Geschichte von einem, der keinen Namen hatte (Erzähler) – Bearbeitung und Regie: Charlotte Niemann (Original-Hörspiel)
- 1983: Jürg Amann: Nachgerufen – Hörspiel aus 8 Monologen – Regie: Hans Bernd Müller
- 1984: Georges Winter: Garcia (Sprecher) – Regie: Eberhard Klasse (Original-Hörspiel)
- 1985: Thomas Vanesta: Fading (1. Vocoderstimme) – Regie: Günter Bommert
- 1985: Rüdiger Kremer, Bernd Rachel: Zum Glück der Veteranen (Bernhard) – Regie: Günter Bommert
- 1986: Margarete Jehn: Assars Abenteuer im Menschenland (1. Folge: Der Kreis der guten Kräfte) (Baum Gamling) – Regie: Christian Gebert
- 1988: Gesine Probst-Bösch: Das Feld (Sprecher) – Regie: Günter Bommert
- 1988: Peter Hacks: Liebkind im Vogelnest (4 Teile) (Kaspar) – Bearbeitung, Komposition und Regie: Charlotte Niemann
- 1989: Berthold Deutschmann: Prinzessin Ohneworte (Nachrichtensprecher) – Regie: Gottfried von Einem
- 1992: Janwillem van de Wetering: Stachel-Charlie (6 Teile) (Stachel-Charlie) – Bearbeitung, Komposition und Regie: Charlotte Niemann
- 1993: Boy Lornsen: Panther & Co: Auf Kaperfahrt mit der friedlichen Jenny (Erzähler) – Regie: Axel Fidelak; Paul Hartmann; Uta Beth (Co-Produktion von RB, RIAS und Jumbo Neue Medien & Verlag)